# Nexhat Daci
Nexhat M. Daci (ur. 26 lipca 1944 w Velikim Trnovacu) – kosowski polityk, przewodniczący Zgromadzenia Kosowa, tymczasowy prezydent Kosowa od stycznia do lutego 2006.

## Życiorys
Studiował chemię na Uniwersytecie w Belgradzie. W 1973 obronił doktorat z zakresu chemii organicznej na uniwersytecie w Zagrzebiu. Po doktoracie odbył studia podyplomowe w Wielkiej Brytanii i Belgii. Opublikował cztery podręczniki akademickie. W latach 1995–2002 pełnił funkcję prezesa i sekretarza Akademii Nauk i Sztuk Kosowa.
W życiu politycznym jest związany z Demokratyczną Ligą Kosowa, kierowaną przez Ibrahima Rugovę. Z ramienia tej partii jest był od 21 stycznia do 11 lutego 2016 roku przewodniczącym Zgromadzenia Kosowa. Od grudnia 2001 do czasu wyboru Ibrahima Rugovy prezydenta Kosowa w marcu 2002 pełnił obowiązki głowy państwa. Ponownie został tymczasowym prezydentem Kosowa po śmierci Rugovy w styczniu 2006.
Żonaty, ma troje dzieci.